# Gorgopotamos
Gorgopotamos este un oraș în Grecia în prefectura Fthiotida.